# Diapetimorpha spinosa
Diapetimorpha spinosa är en stekelart som först beskrevs av Maximilian Spinola 1840.  Diapetimorpha spinosa ingår i släktet Diapetimorpha och familjen brokparasitsteklar. Inga underarter finns listade i Catalogue of Life.